# Shane Lawal
Olaseni Abdul Jelili Lawal, detto Shane (Abeokuta, 9 ottobre 1986), è un ex cestista nigeriano con cittadinanza statunitense, di ruolo centro.

## Carriera
Nato in Nigeria, si è trasferito negli Stati Uniti all'età di 8 anni, paese in cui è cresciuto anche a livello cestistico.
Una volta uscito dall'università, nel 2009 è approdato in Qatar. Inizia la stagione 2010-2011 nella terza serie spagnola, ma i problemi economici del club iberico lo portano ad accettare l'offerta dell'Al-Hilal Bengasi. Tuttavia, a seguito dello scoppio della guerra civile libica che ha portato alla destituzione di Muʿammar Gheddafi, il giocatore è stato costretto a doversi rifugiare in isolamento in un hotel e a raggiungere poi Malta a bordo di una nave.
Nel 2011-12 torna in Spagna, questa volta in seconda serie, mentre l'anno seguente indossa la canotta della Scaligera Verona in Legadue, con cui ha chiuso con 10,7 punti e 13,6 rimbalzi di media a partita. Nel 2013-2014 è in Kazakistan al BK Astana, formazione inizialmente allenata dall'italiano Matteo Boniciolli.
Nel campionato 2014-15, a Sassari in Serie A, si rivela uno dei più forti centri di quella stagione, risultando primo nella classifica delle stoppate (media di 2,0 per partita), secondo nella classifica dei tiri da due punti (media del 66,7%) e delle valutazioni (media di 18,7 a partita) e terzo nella classifica dei rimbalzi (media di 9,2 per partita). Con la Dinamo Sassari vince Supercoppa italiana, Coppa Italia e Scudetto.
Le prestazioni con la Dinamo Sassari gli hanno valso un contratto con la squadra spagnola del Barcelona, con cui ha stipulato un contratto triennale da 800.000 a stagione più bonus. Nella stagione 2015-16 i catalani hanno raggiunto i quarti di finale di Eurolega.
Convocato dalla Nazionale nigeriana per le Olimpiadi di Rio 2016, Lawal si è infortunato dopo tre minuti di gioco nel corso della prima partita contro l'Argentina. La diagnosi, rottura completa del tendine rotuleo, lo costringe a un lungo stop.

Il 12 maggio 2017 viene comunicata la rescissione del contratto.
Il 26 agosto 2017 passa alla Società Sportiva Felice Scandone.
L'8 febbraio 2019, Lawal firma con l'Homenetmen per il resto della stagione.
Il 4 ottobre 2019 annuncia il ritiro dal basket giocato tramite un post sul suo profilo Instagram.

## Palmarès

### Club
- Campionato italiano: 1

Dinamo Sassari: 2014-15
- Coppa Italia: 1

Dinamo Sassari: 2015
- Supercoppa italiana: 1

Dinamo Sassari: 2014
- Supercoppa spagnola: 1

Barcellona: 2015
- Liga catalana: 2

Barcellona: 2015, 2016

### Nazionale
- Campionato africano: 1

Nigeria: 2015